# Loimia ingens
Loimia ingens är en ringmaskart som först beskrevs av Grube 1878.  Loimia ingens ingår i släktet Loimia och familjen Terebellidae. Inga underarter finns listade i Catalogue of Life.